# Shaolin Basket
Pour plus de détails, voir Fiche technique et Distribution.
Shaolin Basket ou Kung Fu Dunk (chinois traditionnel : 功夫灌籃; chinois simplifié : 功夫灌篮; pinyin : Gōngfū Guànlán) est un film taiwanais réalisé par Chu Yen-ping en 2008.

## Histoire
Fong Shi-Jie, un jeune orphelin, a grandi dans une petite école où quatre maîtres lui ont transmis les secrets du kung-fu. Lorsque Chen-Li s'aperçoit par hasard que sa maîtrise des arts martiaux fait aussi du jeune homme un fabuleux joueur de basket, il l'invite à venir jouer pour l'équipe de l'université.
Au cours de ses premiers entraînements, Shi-Jie découvre que la jeune fille qui le fascine depuis si longtemps n'est autre que la sœur de Ting-Wei, le capitaine de l'équipe. Pour attirer son attention, Shi-Jie va permettre à l'équipe universitaire de remporter la compétition qui les oppose aux joueurs les plus redoutables qui soient...

## Fiche technique
- Décors : Yee Chung-Man
- Costumes : Shirley Chan
- Photographie : Zhao Xiaoding
- Son : Tu Duu-Chih
- Musique : Ko Ishikawa, Hong Jing Yao
- Langue : mandarin

## Distribution
- Jay Chou (VF : Alexis Tomassian) : Shi-Jie
- Chen Bo-Lin (VF : Emmanuel Garijo) : Ting-Wei
- Baron Chen : Xiao-Lan
- Charlene Choi : Li-Li
- Eric Tsang : Chen-Li
- Wang Gang : Wang-Biao
- Ng Man-tat : Maître Wu
- Ka-Yan Leung : Maître Fei
- Huang Bo : Maître Huang
- Yan Ni : Maître Ni